# メアリー・ヤング・ハンター

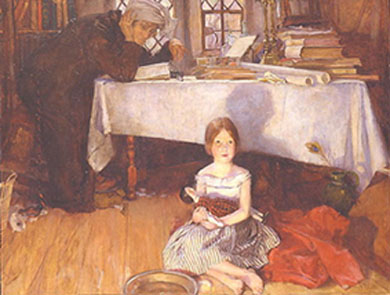
メアリー・ヤング・ハンター作 "Where Shall Wisdom Be Found?"

メアリー・ヤング・ハンター（Mary Young Hunter、旧姓：タウグッド〈Towgood〉、1872年4月11日 - 1947年9月8日）は、ニュージーランド生まれの画家である。イギリスやカナダ、アメリカ合衆国で活動した。

## 略歴
ニュージーランド北島のネーピアで生まれた。父親は牧場主で、3人姉妹の2人目の娘であったがメアリーが10歳の時に亡くなり、娘たちに遺産を残した。
1894年に家族とイギリスに移り、美術を学び始め、1894年から1899年の間はロイヤル・アカデミー・オブ・アーツの美術学校で学び、在学中に4度、賞を受賞した。1899年に画家のジョン・ヤング・ハンター（John Young Hunter: 1874-1955）と結婚した。
夫婦でイタリアで暮らした後、ヨーロッパ各地を旅し、ミュンヘンやブリュッセル、アントウェルペンなどを訪れた。1900年から1913年の間、ロイヤル・アカデミー・オブ・アーツの展覧会に毎年出展し、女性芸術家協会（Society of Women Artists）の展覧会や王立グラスゴー協会（Royal Glasgow Institute）の展覧会にも出展した。
サフォークで暮らし、1905年5月に娘が生まれた。1905年にイギリスで出版されたウォルター・ショー・スパローの「Women Painters of the World」にメアリー・ヤング・ハンターの作品3点が収録された
。
1913年、家族でカナダに渡ったが、1921年に離婚した。メアリー・ヤング・ハンターはアメリカ合衆国のカリフォルニア州バークレーに移った。カリフォルニアの美術界で活躍し、バークレー美術連盟やサンフランシスコ美術協会などの展覧会に作品を出展した。
1940年代初めに、カルフォルニア州のモントレーに移り、1947年9月にそこでが亡くなった。娘のガブリエル・ヤング・ハンター（Gabrielle Young-Hunter）は1928年に有名な劇場主エドワード・クスター（Edward G. Kuster）と結婚した。

## 作品

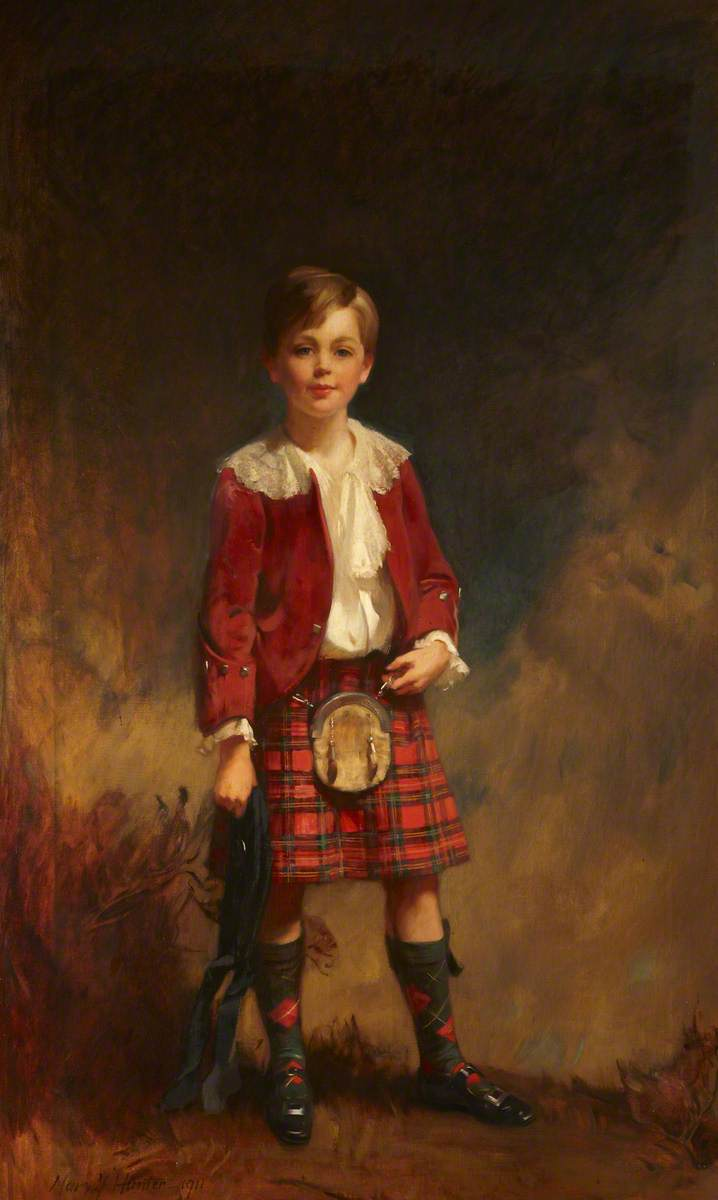
ヴェイン＝テンペスト＝ステュアート家の子息 (1911)
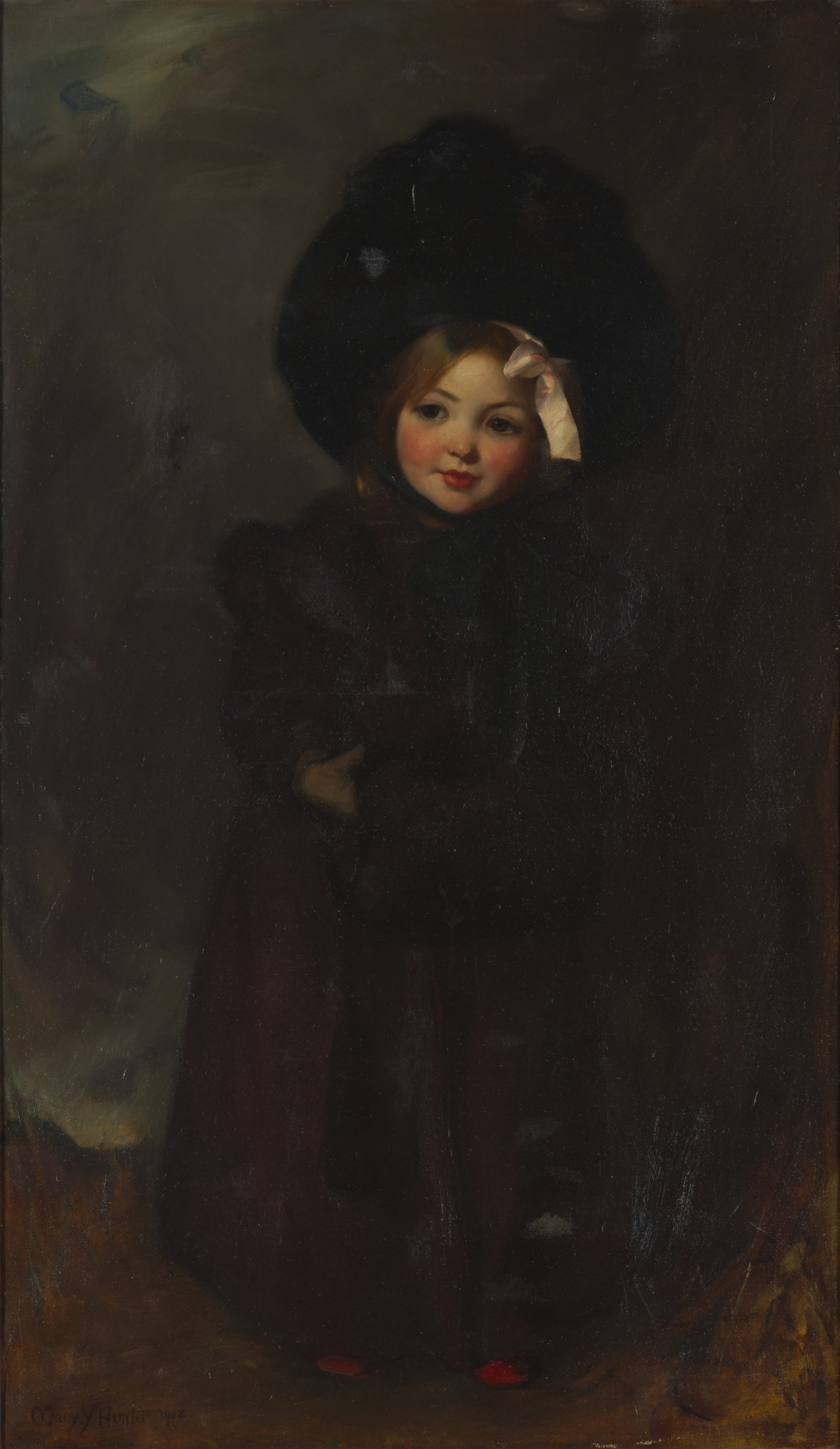
Gabrielle（娘）の肖像画 ニュージーランド国立博物館テ・パパ・トンガレワ
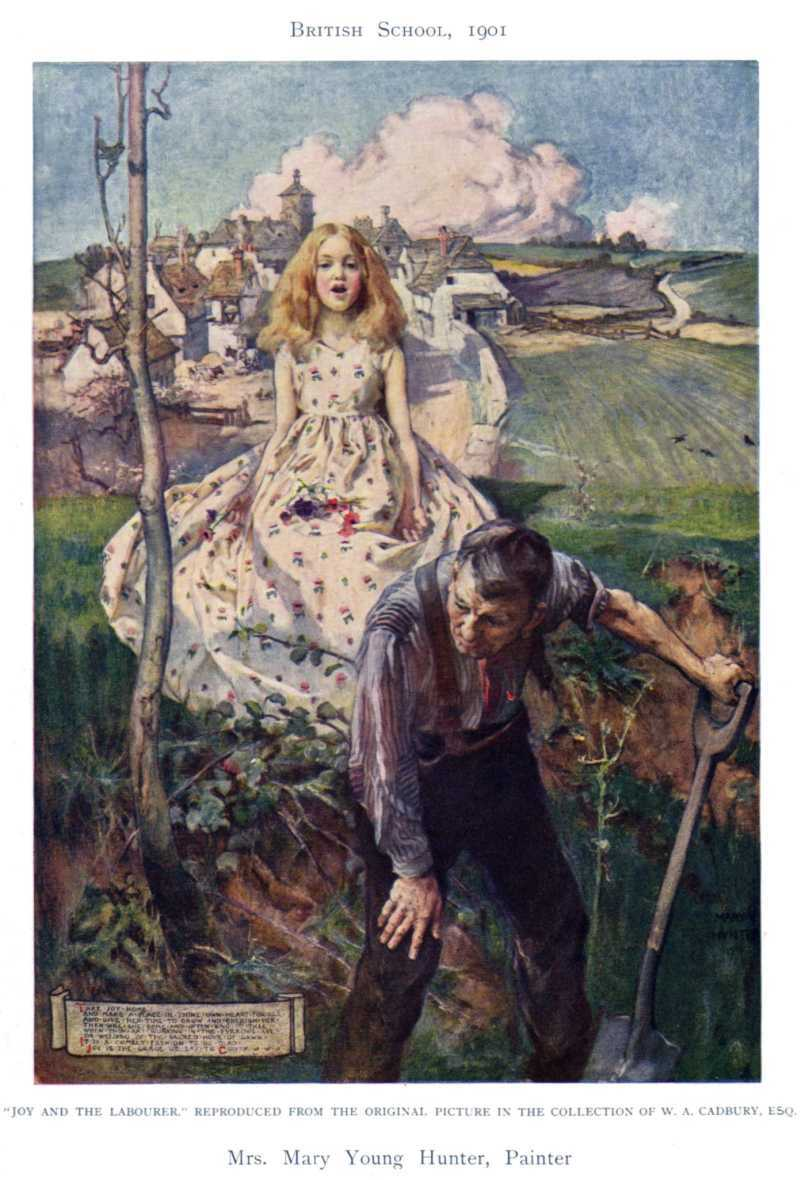
1905年の「Women Painters of the World」に掲載されたメアリー・ヤング・ハンターの作品